# Colombe de Conover
Leptotila conoveri
Espèce
Statut de conservation UICN

 NT B1ab(i,ii,iii,v) : Quasi menacé
La Colombe de Conover (Leptotila conoveri) est une espèce d’oiseaux appartenant à la famille des Columbidae, endémique de Colombie.
Son nom est dédié à Henry Boardman Conover (1892-1950).

## Description
La Colombe de Conover mesure de 22,5 à 25 cm de longueur. Elle a une calotte gris-bleu à gris foncé et une nuque rougeâtre avec un violet brillant. Son manteau supérieur est gris rougeâtre recouvert de violet irisé et le reste des parties supérieures est gris foncé avec irisation pourpre. Les ailes sont brunes et la queue est couleur ardoise avec des pointes blanches sur les plumes externes. La gorge est blanche et la poitrine rose rougeâtre avec une nette division entre la partie haute et la partie basse qui, comme l'abdomen, est chamois.